# Исаев, Мухамбет
Мухамбет Исаев (1919, с. Кабак, Пржевальский уезд, Семиреченская область, Туркестанская АССР, РСФСР — 1976) — советский киргизский хозяйственный, государственный и партийный деятель.

## Биография
Родился в 1919 году в ауле Кабак (ныне — Джеты-Огузский район Иссык-Кульской области). Член КПСС с 1939 года.
С 1930 года — на хозяйственной, общественной и политической работе. В 1930—1963 гг. — чабан колхоза «Турткуль» Джеты-Огузского района, секретарь комсомола этого же колхоза, первый секретарь Джеты-Огузского райкома комсомола, первый секретарь Пржевальского горкома ЛКСМ Киргизской ССР, секретарь парткома совхоза «Кек-Муйнак», 2-й, 1-й секретарь ЦК ЛКСМ Киргизской ССР, заместитель заведующего отделом профсоюзных и партийных органов ЦК КП Киргизской ССР, первый секретарь Тянь-Шаньского обкома КПСС, заместитель министра внутренних дел Киргизской ССР.
Избирался депутатом Верховного Совета Киргизской ССР 2-го, 4-го и 5-го созывов.
Умер в 1976 году в родном селе.